# Mikhail Andreyevich Suslov
Mikhail Andreyevich Suslov (tiếng Nga: Михаи́л Андре́евич Су́слов) (sinh ngày 21 tháng 8 năm 1902 mất ngày 25 tháng 1 năm 1982) là một chính khách Liên Xô trong thời kỳ Chiến tranh Lạnh. Ông giữ chức Bí thư thứ hai của Ban Chấp hành Trung ương Đảng Cộng sản Liên Xô từ năm 1965, Tổng Biên tập Báo Pravda từ năm 1949-1950, và là nhà tư tưởng chủ đạo của Đảng Cộng sản Liên Xô cho đến khi ông qua đời vào năm 1982. Ông chịu trách nhiệm về nền dân chủ và sự phân chia quyền lực trong Đảng Cộng sản Liên Xô. Thái độ cứng rắn chống lại sự thay đổi đã khiến ông trở thành một trong những nhà lãnh đạo cộng sản hàng đầu của Liên Xô.
Sinh ra ở Nga vào năm 1902, Mikhail Andreyevich Suslov trở thành thành viên của Đảng Cộng sản Liên Xô vào năm 1921 và học kinh tế trong phần lớn năm 1920. Ông rời công việc giáo viên vào năm 1931 để theo đuổi chính trị, trở thành một trong nhiều chính trị gia Liên Xô tham gia vào cuộc đàn áp hàng loạt do chế độ của Iosif Vissarionovich Stalin lãnh đạo. Ông làm Bí thư thứ nhất của khu hành chính Stavropol Krai vào năm 1939. Trong chiến tranh, Suslov đứng đầu phong trào du kích Stavropol địa phương. Ông trở thành thành viên của Cục Tổ chức Trung ương Đảng Cộng sản Liên Xô vào năm 1946. Tháng 6 năm 1950, ông được bầu vào Đoàn Chủ tịch Xô Viết tối cao. Từ ngày 16 tháng 10 năm 1952, ông là thành viên chính thức của Bộ Chính trị Ban Chấp hành Trung ương Đảng Cộng sản Liên Xô khóa XIX.
Ông đã mất phần lớn tín nhiệm và ảnh hưởng bản thân với sự xáo trộn của giới lãnh đạo Liên Xô sau cái chết của Stalin. Tuy nhiên, vào cuối những năm 1950, ông đã trở thành nhà lãnh đạo của phe cứng rắn đối lập với sự lãnh đạo của Nikita Sergeyevich Khrushchyov. Sau khi Khrushchyov bị lật đổ năm 1964, ông ủng hộ việc thành lập ban lãnh đạo tập thể. Ông cũng ủng hộ nền dân chủ nội đảng và phản đối việc tái lập chế độ độc tài như thời kỳ Stalin và Khrushchyov. Dưới thời Brezhnev, Suslov được coi là nhà tư tưởng chính và là người chỉ huy của Đảng Cộng sản Liên Xô về văn hóa, tuyên truyền, cổ động, khoa học và giáo dục. Cái chết của ông vào ngày 25 tháng 1 năm 1982 được coi là khởi đầu cho "cuộc chiến" để kế nhiệm Leonid Ilyich Brezhnev trong cương vị Tổng Bí thư.

## Gia đình và khởi đầu sự nghiệp chính trị
Ông sinh ra ở Shakhovskoye, một vùng nông thôn thuộc Quận Pavlovsky, Ulyanovsk Oblast, Đế quốc Nga vào ngày 21 tháng 11 năm 1902. Ông bắt đầu làm việc trong tổ chức Komsomol ở Saratov vào năm 1918, sau đó trở thành thành viên của Ủy ban Xóa đói giảm nghèo. Sau khi làm việc ở Komsomol gần ba năm, ông trở thành thành viên của Đảng Cộng sản Liên Xô vào năm 1921. Sau khi tốt nghiệp rabfak, ông theo học kinh tế tại Viện Kinh tế Quốc dân Plekhanov từ năm 1924 đến năm 1928. Năm 1928, sau khi tốt nghiệp học viện Plekhanov, ông trở thành nghiên cứu sinh về kinh tế học tại Viện Giáo sư Đỏ, giảng dạy tại Đại học Tổng hợp Mosva  và tại Học viện Công nghiệp.
Năm 1931, ông bỏ dạy học để chuyển sang hoạt động chính trị. Suslov trở thành một thanh tra trong Ủy ban Kiểm tra Trung ương Đảng Cộng sản Liên Xô và trong Ban Thanh tra Nhân dân, Công nhân và Nông dân. Nhiệm vụ chính của ông ở đó là xét xử một số lượng lớn các "vụ án cá nhân", vi phạm kỷ luật và kháng nghị khai trừ đảng. Năm 1933 và 1934, ông chỉ đạo một ủy ban chịu trách nhiệm thanh tra đảng ở các tỉnh Ural và Chernigov. Cuộc kiểm tra do Lazar Moiseyevich Kaganovich, lúc đó là Chủ tịch Ủy ban Kiểm soát Liên Xô, tổ chức. Nhà báo Yuri Ilyich Druzhnikov cho rằng ông đã tham gia vào việc dàn dựng một số phiên tòa, và trục xuất tất cả các thành viên đi lệch khỏi đường lối của Đảng, nghĩa là những người theo chủ nghĩa Trotsky, những người theo chủ nghĩa Zinovyev, và những người theo chủ nghĩa lệch lạc cánh tả khác. Theo lệnh của Iosif Vissarionovich Stalin, Suslov đã thanh trừng thành phố Rostov vào năm 1938. Năm 1939, ông được bổ nhiệm làm Bí thư thứ nhất của vùng Stavropol Krai.

### Hoạt động chiến tranh (1941-1945)

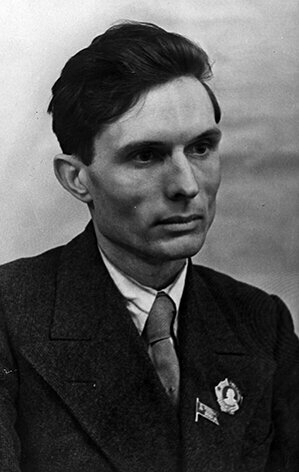
Suslov vào năm 1941.

Tại Mặt trận phía Đông trong Thế chiến thứ hai, Suslov là thành viên Hội đồng quân sự của Mặt trận Bắc Kavkaz và lãnh đạo của Bộ chỉ huy Stavropol Krai của các Sư đoàn đảng phái (phong trào du kích địa phương) sau khi quân Đức chiếm đóng khu vực này. Theo sử sách Liên Xô, những năm Suslov làm chiến sĩ du kích đã đạt được thành công lớn, tuy nhiên lời khai từ những người tham gia khác, những người tham gia này cho rằng có một số vấn đề về tổ chức đã làm giảm hiệu quả trên chiến trường. Trong chiến tranh, Suslov đã dành phần lớn thời gian của mình để vận động công nhân chiến đấu chống lại quân xâm lược Đức. Phong trào du kích do ông lãnh đạo được các chi bộ đảng trong khu vực hoạt động. Trong thời gian giải phóng Bắc Kavkaz, Suslov duy trì liên lạc chặt chẽ với Hồng quân.
Trong chiến tranh, Suslov giám sát việc trục xuất người Chechnya và các dân tộc thiểu số Hồi giáo khác ra khỏi Kavkaz. Từ năm 1944 đến năm 1946, ông chủ trì Văn phòng Ủy ban Trung ương về các vấn đề Litva. Văn học samizdat chống Liên Xô từ đỉnh cao quyền lực của ông vào những năm 1970 sau này buộc tội ông phải chịu trách nhiệm cá nhân cho việc trục xuất và giết hại những người Litva theo chủ nghĩa dân tộc, những người đã trở thành đối thủ chính trị của Liên Xô trong quá trình Liên Xô tái nhập các nước Baltic trên con đường đến Berlin năm 1944. Suslov, theo lời của nhà sử học Simon Sebag-Montefiore, đã "thanh trừng tàn bạo" người Baltic sau hậu quả của Chiến tranh Vệ quốc Vĩ đại.

### Dưới Stalin

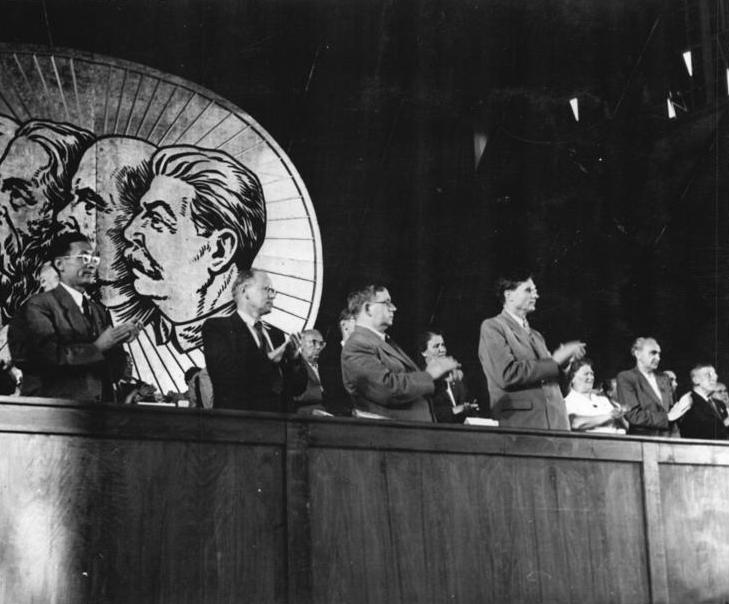
Suslov (ngoài cùng bên phải) năm 1950

Năm 1946, Suslov là thành viên của Cục Tổ chức Trung ương Đảng Cộng sản Liên Xô, và ngay lập tức trở thành Trưởng ban Chính sách Đối ngoại của Ủy ban Trung ương Đảng Cộng sản Liên Xô. Trong vòng một năm, ông đã được bổ nhiệm làm Trưởng phòng Ban Tuyên giáo của Ủy ban Trung ương. Ông cũng trở thành nhà chỉ trích gay gắt của Ủy ban Người Do Thái chống phát xít trong những năm sau chiến tranh. Năm 1947, Suslov được chuyển đến Moskva và được bầu vào Ban Bí thư Trung ương Đảng Cộng sản Liên Xô, ông giữ chức vụ này cho đến qua đời. Vào năm 1948, ông được giao trọng trách phát biểu thay mặt Ủy ban Trung ương trước cuộc họp trọng thể nhân kỷ niệm 24 năm ngày mất của Vladimir Ilyich Lenin. Từ tháng 9 năm 1949 đến năm 1950, ông là tổng biên tập của nhật báo Pravda của trung ương Đảng.
Năm 1949, Suslov trở thành thành viên của Ủy ban điều tra các cáo buộc chống lại Bí thư thứ nhất Đảng Cộng sản địa phương ở Moskva, Georgy Popov, cùng với Georgy Maksimilianovich Malenkov, Lavrenty Pavlovich Beria và Lazar Moiseyevich Kaganovich. Nhà sử học người Nga Roy Aleksandrovich Medvedev suy đoán trong cuốn sách của ông (Neizvestnyi Stalin) rằng Stalin đã phong Suslov làm "người thừa kế bí mật" của mình. Tháng 6 năm 1950, Suslov được bầu vào Đoàn Chủ tịch Xô Viết Tối cao. Ông được đề cử vào Bộ Chính trị Ban Chấp hành Trung ương Đảng Cộng sản Liên Xô vào năm 1952 sau Đại hội Đảng lần thứ 19. Ông bị cách chức khỏi Bộ chính trị năm 1953. Ông tiếp tục làm việc tại Đoàn chủ tịch Xô Viết Tối cao, thậm chí còn trở thành Chủ tịch Ủy ban Đối ngoại trong những năm ngay sau cái chết của Stalin

## Thời Khrushchyov
Suslov phục hồi quyền lực của mình vào năm 1955, và được bầu vào Bộ Chính trị Ban Chấp hành Trung ương Đảng Cộng sản Liên Xô, bỏ qua tư cách ứng cử viên thông thường. Trong Đại hội Đảng lần thứ 20 năm 1956, Khrushchyov đã đọc Bài diễn văn bí mật nổi tiếng về sự sùng bái nhân cách của Stalin. Trong báo cáo tư tưởng của ông vào ngày 16 tháng 2, ông đã cập nhật những lời chỉ trích của mình đối với Stalin và sự sùng bái cá nhân của ông ta: 
"(Họ) đã gây ra những tác hại đáng kể cho công tác tổ chức và tư tưởng của đảng. Họ coi thường vai trò của quần chúng và vai trò của Đảng, coi thường tập thể lãnh đạo, phá hoại dân chủ trong nội bộ đảng, kìm hãm tính tích cực của đảng viên, sự chủ động của họ và doanh nghiệp, dẫn đến thiếu kiểm soát, thiếu trách nhiệm, thậm chí tùy tiện trong công việc của cá nhân, ngăn cản sự phát triển của phê bình và tự phê bình, làm nảy sinh những quyết định một chiều, có lúc sai lầm ".— Suslov, Đại hội Đảng lần thứ 20
Trong Cách mạng Hungary năm 1956, Suslov, cùng với Anastas Ivanovich Mikoyan, hoạt động gần Budapest để chỉ đạo các hoạt động của quân đội Liên Xô và hỗ trợ ban lãnh đạo Hungary mới. Ông và Mikoyan đã tham dự cuộc họp của Bộ Chính trị Đảng Công nhân Xã hội Chủ nghĩa Hungary, cuộc họp đã bầu János Kádár làm Tổng thư ký. Trong một bức điện gửi lãnh đạo Liên Xô, ông và Mikoyan thừa nhận rằng tình hình đã trở nên tồi tệ hơn, nhưng cả hai đều hài lòng với việc miễn nhiệm Ernő Gerő làm Tổng Bí thư và chọn Kádár làm người kế nhiệm. Đoàn Chủ tịch Xô Viết Tối cao chỉ trích sự nhượng bộ của Suslov và Mikoyan đối với chính phủ cách mạng mới ở Cộng hòa Nhân dân Hungary. Bất chấp những dè dặt ban đầu, Suslov cuối cùng đã ủng hộ quyết định của Đoàn Chủ tịch về việc can thiệp quân sự vào Hungary và thay thế sự lãnh đạo của chính phủ phản cách mạng ở đó.
Vào tháng 6 năm 1957, ông ủng hộ Khrushchyov trong cuộc đấu tranh của ông với Nhóm chống Đảng do Georgy Maksimilianovich Malenkov, Vyacheslav Mikhailovich Molotov, Lazar Moiseyevich Kaganovich và Dmitri Trofimovich Shepilov dẫn đầu. Mikoyan sau đó đã viết trong hồi ký của mình rằng ông đã thuyết phục Suslov ủng hộ Khrushchyov bằng cách nói với ông rằng Khrushchyov sẽ trở thành người chiến thắng ngay cả khi ông không có đủ sự ủng hộ trong Bộ Chính trị. Tháng 10 năm sau, ông buộc tội Bộ trưởng Bộ Quốc phòng Georgy Konstantinovich Zhukov về "Chủ nghĩa Bonaparte" tại Hội nghị toàn thể Ủy ban Trung ương khiến ông ta bị cách chức tất cả các chức vụ trong Đảng và chính phủ. Việc loại bỏ Zhukov có tác dụng làm cho các lực lượng vũ trang thuộc quyền kiểm soát của Đảng một cách vững chắc.
Trong một bài phát biểu vào ngày 22 tháng 1 năm 1958, Khrushchyov chính thức đề xuất giải thể các Trạm Máy và Máy kéo (MTS). Cải cách này có một ý nghĩa đặc biệt trong hệ tư tưởng của Liên Xô. Trong học thuyết Mác-Lênin, sở hữu hợp tác về tài sản được coi là hình thức sở hữu công cộng "thấp hơn" so với sở hữu nhà nước. Đề xuất mở rộng quyền sở hữu hợp tác của Khrushchyov đi ngược lại với lý thuyết của chủ nghĩa Mác mà Stalin giải thích. Suslov, người ủng hộ chính sách kinh tế của Stalin, coi đề xuất của Khrushchyov là không thể chấp nhận được trên cơ sở ý thức hệ. Trong một bài phát biểu tranh cử trước Xô Viết Tối cao vào tháng 3 năm 1958, Suslov từ chối công nhận ý nghĩa tư tưởng của cuộc cải cách của Khrushchyov, thay vào đó muốn tập trung vào lợi ích thiết thực của cuộc cải cách trong việc nâng cao năng suất. Không giống như các nhà lãnh đạo Đảng khác, Suslov tránh đề cập đến Khrushchyov với tư cách là người khởi xướng cải cách MTS.
Đại hội Đảng lần thứ 21 được triệu tập vào tháng 1 năm 1959. Khrushchyov muốn xem xét bản thảo của kế hoạch Bảy năm mới. Suslov thận trọng chứng minh chống lại tuyên bố của Khrushchyov rằng đất nước đã phát triển từ trạng thái phát triển xã hội chủ nghĩa lên trạng thái phát triển cộng sản cao hơn. Ông cho rằng quan điểm của Khrushchyov là thiếu sót, và phản bác rằng quan điểm của ông chưa được Đảng chấp thuận. Để làm mất uy tín hơn nữa khẳng định của Khrushchyov, Suslov đã viện dẫn Karl Marx và Vladimir Ilyich Lenin
"Marx và Lenin dạy chúng ta rằng chủ nghĩa cộng sản không xuất hiện đột ngột, mà tồn tại, trưởng thành, phát triển qua các giai đoạn xác định.... Thời kỳ mới trong quá trình phát triển của xã hội Xô Viết sẽ được đánh dấu dần dần kết hợp với nhau của hai hình thức vô sản xã hội chủ nghĩa - nhà nước... Quá trình của những thay đổi xã hội này sẽ lâu dài, không thể kết thúc trong thời gian ngắn"— Suslov, Đại hội Đảng lần thứ 21
Suslov ngày càng trở nên phê phán các chính sách của Khrushchyov, sự bất cần trong chính trị của ông ta, và chiến dịch của ông ta nhằm loại bỏ những người theo chủ nghĩ Stalin còn sót lại. Cũng có những khác biệt sâu sắc trong chính sách đối ngoại và đối nội giữa Suslov và Khrushchyov. Suslov phản đối ý tưởng cải thiện quan hệ Liên Xô-Hoa Kỳ, và chống lại những nỗ lực của Khrushchyov trong việc hàn gắn quan hệ với Nam Tư. Ở trong nước, Suslov phản đối chính sách phi Stalin hóa của Khrushchyov và mình sơ đồ phân cấp kinh tế.
Suslov đến thăm Vương quốc Anh vào năm 1959 với tư cách là nghị sĩ của Xô Viết Tối cao. Chuyến thăm đã thành công tốt đẹp và Hugh Gaitskell, Lãnh đạo Đảng Lao động, đã đến Liên Xô vào cuối năm đó với tư cách khách mời.
Quan hệ Trung-Xô từ lâu đã trở nên căng thẳng, và như Suslov nói với Ủy ban Trung ương trong một báo cáo của mình, "Điểm mấu chốt của vấn đề là Ban lãnh đạo của ĐCSTQ gần đây đã phát triển xu hướng phóng đại mức độ trưởng thành của các mối quan hệ xã hội chủ nghĩa ở Trung Quốc... Có yếu tố tự phụ và kiêu ngạo. Những thiếu sót này phần lớn được giải thích là do bầu không khí sùng bái nhân cách của đồng chí Mao Trạch Đông... người mà xét về mọi mặt thì bản thân đã tin vào sự không sai lầm của chính mình." Suslov đã so sánh sự sùng bái nhân cách ngày càng tăng của Mao với sự sùng bái dưới thời Stalin.
Trong những năm sau sự thất bại của Nhóm Chống Đảng, Suslov trở thành lãnh đạo của phe trong Ủy ban Trung ương chống lại sự lãnh đạo của Khrushchyov, được gọi là "phe Moskva". Khrushchyov đã có thể nắm giữ quyền lực bằng cách chấp nhận các yêu cầu khác nhau của phe đối lập trong thời gian khủng hoảng, chẳng hạn như trong sự cố U-2 năm 1960 và Cuộc khủng hoảng tên lửa Cuba. Sau cuộc khủng hoảng U-2 Suslov đã có thể loại bỏ và thay thế một số người được bổ nhiệm của Khrushchyov trong Bộ Chính trị bằng những thành viên mới chống Khrushchyov. Vị thế của Khrushchyov đã suy yếu rất nhiều sau thất bại trong Cuộc khủng hoảng tên lửa Cuba, và quyền lực của Suslov tăng lên rất nhiều. Một chiến dịch cách chức Khrushchyov khỏi chức vụ đã được bắt đầu vào năm 1964. Mặc dù là lãnh đạo của phe đối lập, Suslov đã ngã bệnh nặng trong chuyến đi đến Cộng hòa Nhân dân Trung Hoa vào năm trước; thay vào đó, Leonid Ilyich Brezhnev và Aleksey Nikolayevich Kosygin dẫn đầu phe đối lập.

## Thời Brezhnev

### Thành lậpTập thể lãnh đạo

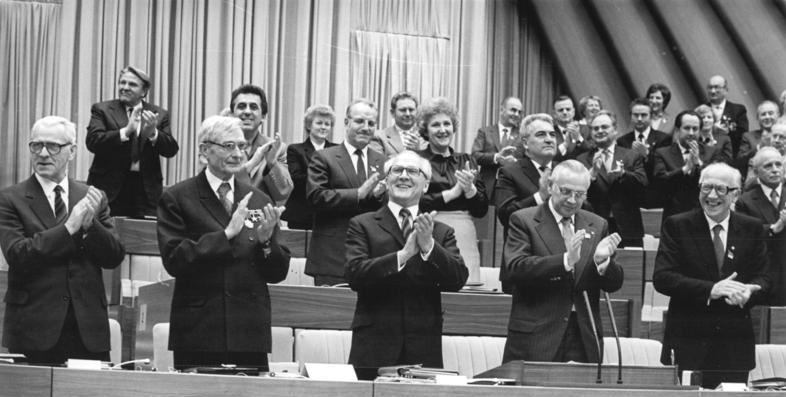
Suslov (đứng thứ hai từ trái sang hàng trước) tại buổi khai mạc Đại hội Đảng lần thứ 9 của Đảng cầm quyền Đông Đức Đảng thống nhất xã hội chủ nghĩa.

Tháng 10 năm 1964, Khrushchyov bị lật đổ. Suslov đóng một vai trò quan trọng trong sự kiện này. Suslov cùng với Thủ tướng Aleksey Nikolayevich Kosygin và Bí thư thứ nhất Leonid Ilyich Brezhnev, một trong những chính trị gia Liên Xô có ảnh hưởng nhất trong những năm 1960 sau khi Khrushchyov bị lật đổ. Lãnh đạo phe đối lập chống lại Khrushchyov trong nhiều năm, Suslov nắm giữ quyền lực lớn trong Ủy ban Trung ương khi Brezhnev lên nắm quyền. Tuy nhiên, ông không bao giờ quan tâm đến việc trở thành nhà lãnh đạo của Liên bang Xô viết, và hài lòng với việc vẫn là người đứng sau "hậu trường". Trong hầu hết nhiệm kỳ của mình, Suslov là một trong bốn người trong Ban Bí thư và Bộ Chính trị, ba người khác là Brezhnev, Andrei Pavlovich Kirilenko và Fyodor Davydovich Kulakov.
Một ban lãnh đạo tập thể được thành lập ngay sau khi Khrushchyov bị lật đổ, bao gồm Brezhnev là Bí thư thứ nhất, Kosygin là người đứng đầu chính phủ, và Anastas Ivanovich Mikoyan (sau này là Nikolai Viktorovich Podgorny) là người đứng đầu nhà nước. Ngay từ đầu, Suslov đã là một nhà phê bình mạnh mẽ về chế độ độc tài, chẳng hạn như dưới thời Stalin và Khrushchyov. Trong khi lên án chế độ độc tài của Stalin, ông cũng chỉ trích tính quyết đoán theo chủ nghĩa độc tài trong chính sách trừ khử Stalin của Khrushchev. Là người ủng hộ mạnh mẽ nguyên tắc tập trung dân chủ, Suslov đã ngăn cản Brezhnev đảm nhiệm chức vụ người đứng đầu chính phủ thay cho Kosygin vào năm 1970. Suslov được xếp thứ tư trong hệ thống phân cấp Bộ Chính trị sau Brezhnev, Podgorny, Kosygin và trên Kirilenko.
Trong suốt thời kỳ cầm quyền của Brezhnev, Suslov ngày càng trở nên cứng rắn. Suslov phản đối bất kỳ loại chính sách chống Liên Xô nào do các nhà lãnh đạo Khối phương Đông đề ra, nhưng đã bỏ phiếu chống lại sự can thiệp quân sự của Liên Xô vào Cộng hòa Xã hội Chủ nghĩa Tiệp Khắc năm 1968 trong Mùa xuân Praha. Theo Christian Schmidt-Häuer, Suslov được coi là "giáo hoàng" cho "những người cộng sản Chính thống giáo" trong Khối phía Đông. Trong suốt sự nghiệp chính trị của mình, Suslov ngày càng lo ngại rằng vai trò lãnh đạo của Liên Xô trong phong trào cộng sản sẽ bị tổn hại. Häuer, trong cuốn sách Gorbachev: Con đường dẫn tới quyền lực, lập luận rằng Suslov "là một người theo chủ nghĩa dân tộc Nga", người tin rằng "Nga là trung tâm của vũ trụ 
Đó là trong thời Brezhnev, Suslov đã được trao danh hiệu không chính thức "Tư tưởng trưởng của Đảng Cộng sản". Suslov đã dành nhiều thời gian để tưởng nhớ những di sản của Vladimir Ilyich Lenin, Karl Marx và Friedrich Engels. Tuy nhiên, Suslov theo đường lối của đảng và ủng hộ việc loại bỏ khỏi một số tư tưởng của chủ nghĩa Mác-Lênin. Ví dụ về sự thoái lui về ý thức hệ bao gồm sự kết thúc của các phiên bản khoa học tự nhiên duy nhất, được Đảng phê duyệt về sinh học, hóa học và vật lý. Vẫn tồn tại sự kiểm soát chặt chẽ về mặt tư tưởng đối với văn học. Điều này không chỉ bao gồm văn học phê phán sự cai trị của Liên Xô, nhiều tác phẩm của Lenin cũng bị kiểm duyệt thường xuyên.

### Qua đời

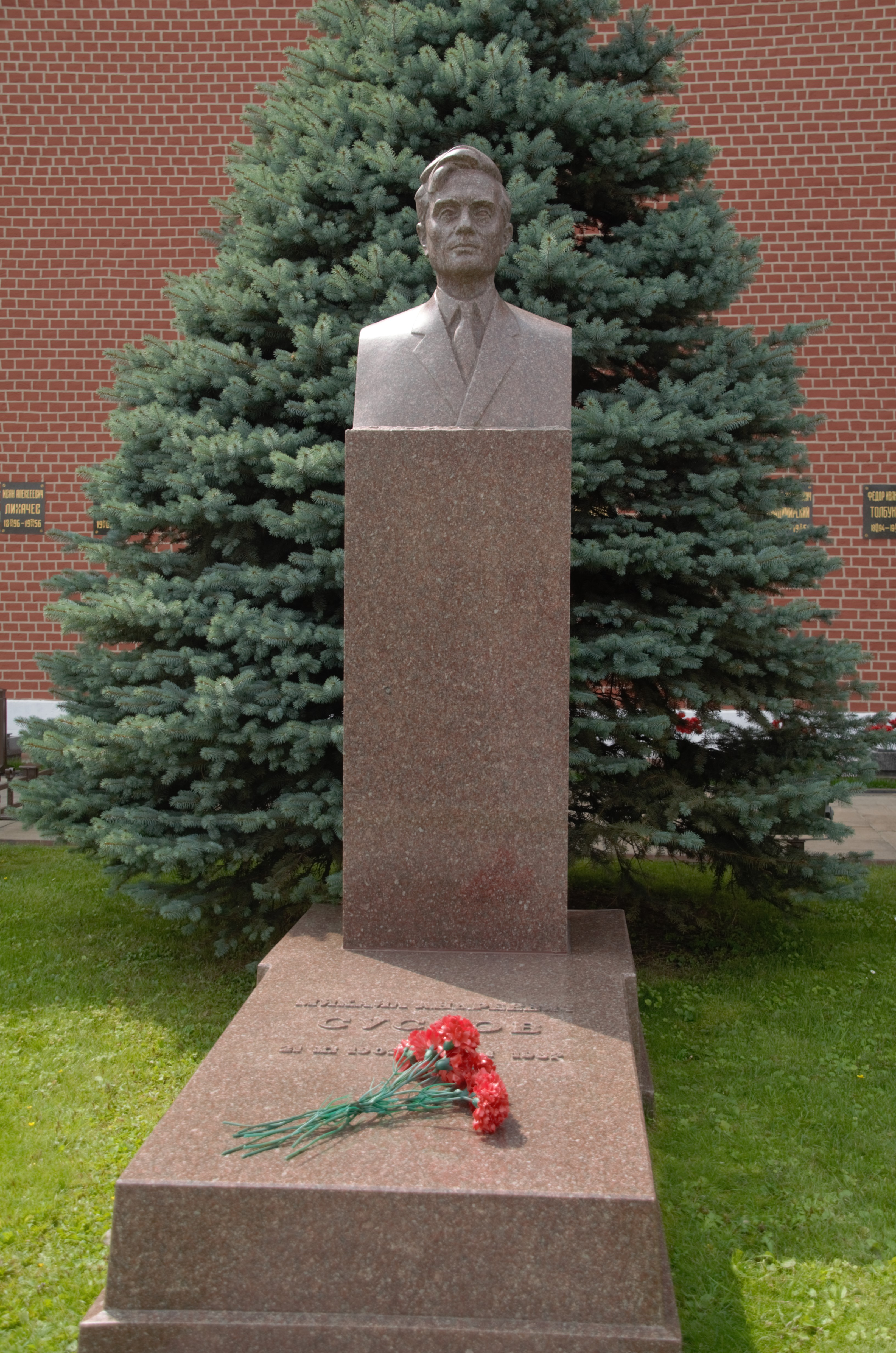
Lăng mộ của Suslov trong Thành cổ bức tường điện Kremlin

Vào đầu những năm 1980, tình trạng hỗn loạn chính trị và kinh tế ở Cộng hòa Nhân dân Ba Lan đã làm xói mòn nghiêm trọng quyền lực của Đảng Công nhân Thống nhất Ba Lan. Quan điểm của Suslov về vấn đề này có ý nghĩa đặc biệt khi ông chủ trì Ủy ban Bộ Chính trị, được thành lập vào ngày 25 tháng 8 năm 1980, về cách đối phó với cuộc khủng hoảng Ba Lan. Các thành viên của ủy ban bao gồm những người Liên Xô cấp cao như Chủ tịch KGB Andropov, Bộ trưởng Bộ Quốc phòng Dmitry Fyodorovich Ustinov, Bộ trưởng Bộ Ngoại giao Andrei Andreyevich Gromyko và cộng sự lâu năm của Brezhnev Konstantin Ustinovich Chernenko. Vào ngày 28 tháng 8, Ủy ban đã xem xét sự can thiệp quân sự của Liên Xô để ổn định khu vực. Wojciech Jaruzelski, Bí thư thứ nhất của Đảng Công nhân Thống nhất Ba Lan, đã thuyết phục được Ủy ban rằng một cuộc can thiệp quân sự của Liên Xô sẽ chỉ làm trầm trọng thêm tình hình. Suslov đồng ý với lập luận của Jaruzelski, nói rằng "nếu quân đội được triển khai, điều đó sẽ có nghĩa là một thảm họa. Tôi nghĩ rằng tất cả chúng ta đều có chung quan điểm nhất trí ở đây rằng không thể có cuộc thảo luận nào về việc triển khai quân đội ". Suslov đã có thể thuyết phục Jaruzelski và giới lãnh đạo Ba Lan thiết lập thiết quân luật ở Ba Lan.
Vào tháng 1 năm 1982, Yuri Vladimirovich Andropov tiết lộ với Suslov rằng Semyon Kuzmich Tsvigun, Phó Chủ tịch thứ nhất của KGB, đã bao che cho Galina và Yuri, con của Brezhnev, khỏi các cuộc điều tra tham nhũng. Khi những sự thật này được tiết lộ cho anh ta, Suslov thách thức Tsvigun công khai về vấn đề này. Suslov thậm chí còn đe dọa khai trừ Tsvigun khỏi Đảng Cộng sản, nhưng Tsvigun đã chết vào ngày 19 tháng 1 năm 1982 trước khi ông có thể phản đối tuyên bố của Suslov. Hai ngày sau, Suslov bị tắc mạch vành và qua đời vào ngày 25 tháng 1 vì bệnh xơ cứng động mạch và bệnh tiểu đường. Cái chết của ông được coi là khởi đầu cho cuộc chiến để kế vị Brezhnev, trong đó Andropov, người đảm nhận vị trí Bí thư thứ hai của Suslov, đã loại Kirilenko và Chernenko trong những ngày cai trị cuối cùng của Brezhnev. Suslov được chôn cất vào ngày 29 tháng 1 tại Nghĩa trang tường Điện Kremli, tại một trong mười hai ngôi mộ riêng lẻ nằm giữa Lăng Lenin và bức tường Điện Kremli. Brezhnev bày tỏ sự đau buồn lớn trước sự ra đi của Suslov.

## Vinh danh
Ông đã được trao tặng nhiều danh hiệu huy chương trong suốt cuộc đời của mình, trong số đó có hai Anh hùng lao động Xã hội Chủ nghĩa Liên Xô, năm Huân chương Lenin, một Huân chương Cách mạng Tháng Mười và một Huân chương Chiến tranh Vệ quốc hạng nhất. Viện Hàn lâm Khoa học Liên Xô đã trao tặng ông Huy chương Vàng của Karl Marx. Ông đã được trao tặng các giải thưởng nhà nước cao nhất của Cộng hòa Dân chủ Đức, Cộng hòa Nhân dân Mông Cổ và Cộng hòa Xã hội Chủ nghĩa Tiệp Khắc, Cộng hoà xã hội chủ nghĩa Việt Nam.

## Hôn nhân
Ông kết hôn với Yelizaveta Alexandrovna (1903–1972), bà từng là Giám đốc Viện Răng hàm mặt Moskva. Trong cuộc đời, bà mắc nhiều bệnh nội khoa, đặc biệt là bệnh tiểu đường ở thể nặng nhưng lại phớt lờ lời khuyên của các bác sĩ. Bernard Lown một bác sĩ người Mỹ gốc Lithuania, đã từng được yêu cầu gặp bà trong Bệnh viện Kremli, đó là một trong số ít trường hợp một bác sĩ nước ngoài nổi tiếng được mời đến thăm bệnh viện Kremli. Suslov bày tỏ lòng biết ơn của mình đối với công việc của Lown, nhưng tránh gặp trực tiếp Lown vì anh ta là đại diện của một quốc gia "chủ nghĩa đế quốc". Yelizaveta và Suslov có hai người con là Revoly (sinh năm 1929), được đặt tên theo Cách mạng Nga, và đứa con thứ hai của ông là Maya (sinh năm 1939), được đặt tên theo Ngày Tháng Năm.

## Chủ nghĩa bài Do Thái
Ngày 26 tháng 11 năm 1946, ông gửi một bức thư cho Andrey Aleksandrovich Zhdanov, cáo buộc Ủy ban Người Do Thái chống phát xít làm gián điệp. Bức thư của ông, được giới lãnh đạo Liên Xô đón nhận nồng nhiệt, được dùng làm cơ sở để truy tố Ủy ban trong chiến dịch chống chủ nghĩa quốc tế. Sau khi trở thành người đứng đầu Ban Tuyên giáo, ở đỉnh cao của chiến dịch chống quốc tế, Suslov cũng đã thanh trừng người Do Thái khỏi các cơ quan truyền thông và công cộng

## Sách
- Brown, Archie (2009). The Rise & Fall of Communism. London: Bodley Head. ISBN 978-0-224-07879-5.
- Law, David A. (1975). Russian Civilization. New York: Ardent Media. ISBN 978-0-8422-0529-0.
- Petroff, Serge (1988). The Red Eminence: A Biography of Mikhail A. Suslov. Cliffton, NJ: Kingston Press. ISBN 978-0-940670-13-6.
- Schmidt-Häuer, Christian (1986). Gorbachev: The Path to Power. London: I.B.Tauris. ISBN 978-1-85043-015-5.
- Sebag-Montefiore, Simon (2005). Stalin: The Court of the Red Tsar. New York: Vintage Books. ISBN 978-1-4000-7678-9.
- Service, Robert (2009). History of Modern Russia: From Tsarism to the Twenty-first Century. London: Penguin Books Ltd. ISBN 978-0-14-103797-4.